# Logan Woodside
Logan Miles Woodside (* 27. Januar 1995 in Frankfort, Kentucky) ist ein US-amerikanischer American-Football-Spieler auf der Position des Quarterbacks, der für die Cincinnati Bengals in der National Football League (NFL) spielt. Er wurde im NFL Draft 2018 in der siebten Runde von den Cincinnati Bengals ausgewählt, jedoch noch vor Saisonbeginn entlassen. Ende November 2018 entschieden sich die San Antonio Commanders aus der Alliance of American Football (AAF) im ersten Liga-Draft für ihn. Vor seiner Profikarriere war er an der University of Toledo, wo er bei den Toledo Rockets viele Passrekorde aufstellte.

## Highschool
Woodside besuchte anfangs die Anderson County High School in Lawrenceburg, Kentucky. Hier wollten ihn seine Trainer jedoch nur als Runningback und Linebacker spielen lassen. Nach zwei Jahren wechselte er zur Franklin County High School in Frankfort, Kentucky, um seinen Wunsch zu erfüllen, als Quarterback zu spielen. An der Franclin County High School gab es bereits einen etablierten Quarterback, dennoch konnte sich Woodside trotz geringerer Erfahrung innerhalb kurzer Zeit als Starter durchsetzen.
Als Junior warf er für 2.570 Yards und neun Touchdowns und erlief weitere 417 Yards und sieben Touchdowns. In seinem letzten Highschooljahr führte er sein Team zu zwölf Siegen bei einer Niederlage und gelangte bis in die dritte Runde der State-Play-offs. Er führte dabei die produktivste Offense Kentuckys an. Woodside konnten 138 seiner 212 Pässe für 2.951 Yards und 41 Touchdowns fangen, was einen Schulrekord darstellte. Des Weiteren erzielte er 428 Yards und neun Touchdowns im Laufspiel. In der Defense erzielte er 65,5 Tackles und vier Interceptions.

## College

### Rekrutierung
Scout.com nannte Woodside den einundsiebzigbesten Quarterback des Landes und den zweitbesten aus Kentucky seines Jahrgangs. Er wurde als Drei-Sterne-Spieler bewertet, ihm wurde also eine Starterposition prognostiziert. Rivals.com schätzte Woodside als Zwei-Sterne-Spieler ein, ordnete ihn also nicht unter den 750 besten Spielern seines Jahrgangs ein, sah ihn aber als Division-I-Spieler. 247Sports bewertete ihn ebenfalls als Zwei-Sterne-Spieler und stufte ihn als siebzigbesten Pro-Style Quarterback des Landes für seinen Jahrgang ein. ESPN.com bewertete ihn als Zwei-Sterne-Spieler und neunzigbesten Quarterback des Landes in seinem Jahrgang, sah ihn also als Spieler im niedrigen FBS- oder FCS-Bereich. Im Composite Rating, welches alle vier populären Rekrutierungs-Wertungen verrechnet, wurde Woodside als Drei-Sterne-Spieler und siebzigbester Pro-Style Quarterback des Landes für seinen Jahrgang eingestuft.
Am 22. Juni 2012 gab Woodside bekannt, dass ihm die Troy University sein erstes Sportstipendium angeboten habe. Zwei Tage später erhielt er Angebote von der Western Kentucky University und der Ohio University. Am 23. Juli 2012 erhielt er ein Angebot der University of Toledo. Zwei Tage später gab er bekannt, dass er sich für die Toledo Rockets entschieden habe.

### Spieler
In seiner ersten Saison spielte er in vier Spielen, zwei davon von Beginn an, welche er alle gewinnen konnte. Er konnte dabei 21 seiner 41 Pässe für 240 Yards an der Mann bringen. In der Saison 2014 wurde Woodside ab dem dritten Spiel zum Starter ernannt, nachdem sich Phillip Ely verletzte. Mit den Rockets gelangte er in den GoDaddy Bowl, welchen sie auch gewannen. In dieser Saison konnte er 2.263 Yards erzielen und eine Passer Efficiency von 142,5, die viertbeste in der MAC. Seine Pässe wurden 19 Mal für einen Touchdown und nur acht Mal vom Gegner gefangen. Nach der Genesung Elys zur Saison 2015 wurde dieser wieder zum Starter ernannt und Woodside legte ein Redshirt-Jahr ein. In dieser Zeit nahm er eine trainerähnliche Position ein, was ihm nach eigenen Angaben stark geholfen hatte sich zu verbessern.
Im Kampf um den Starter-Job für die Saison 2016 konnte er sich gegen Michael Julian und Mitch Guadagni durchsetzen. In den ersten vier Spielen warf er immer mindestens vier Touchdownpässe. Am 30. September 2016 konnte Woodside bei der 53:55-Niederlage gegen die BYU Cougars 505 Yards durch Pässe erzielen und damit den vorherigen Schulrekord von 461 Yards, aufgestellt 2003 durch Bruce Gradkowski, brechen. Am 27. Oktober warf er im achten Saisonspiel gegen die Ohio Bobcats die Touchdownpässe 29, 30 und 31 der Saison und brach damit den Schulrekord für Touchdownpässe in einer Saison von 29, aufgestellt von Gradkowski in den Saisons 2003 und 2005. Der 30. Touchdownpass war dabei ein 98-Yard-Pass zu Jon’Vea Johnson, was den längsten Spielzug von der Line of Scrimmage in der Geschichte der Toledo Rockets darstellte. Nach dem 11. Spiel gegen die Ball State Cardinals konnte Woodside 3.653 Yards durch geworfene Pässe in einer Saison vorweisen und brach damit den Rekord von 3.513 Yards, aufgestellt 2004 von Gradkowski. Nach dem Ende der Regular Season hatte er für 3.882 Yard geworfen, führte die Nation mit 43 Touchdownpässen an und wurde zum First-Team All-MAC gewählt. Zusätzlich konnte er mit 135,2 die höchste Passing Efficiency für in unter 2,5 Sekunden geworfene Pässe der Nation vorweisen.
Im neunten Spiel der Saison 2017 konnte er den ebenfalls von Gradkowski gehaltenen Rekord für die meisten gepassten Yards in der Geschichte der Toledo Rockets (9.225) brechen. Am Ende der Regular Season hatte er für insgesamt 3.451 Yards und 23 Touchdowns geworfen. Seine nun insgesamt 10.083 Yards stellten einen neuen Schulrekord dar und waren das erste Mal in der Schulgeschichte, dass die 10.000-Yards-Marke gebrochen wurde. Er gelangte dafür erneut ins First-Team All-MAC. Zudem wurde er zum MAC Offensive Player of the Year gewählt und erhielt den Vern Smith Leadership Award (wertvollster Spieler der Conference). Woodside führte das Team zu einer 10-2-Bilanz, was den Toledo Rockets ihre erste Teilnahme am MAC Football Championship seit 2004 einbrachte. Dort warf er für 307 Yards und vier Touchdowns, was ihm zum Offensive Player of the Game machte und half die dreizehnjährige Strecke Toledos ohne Conferencetitel zu beenden.
Nach Ende seiner Zeit in Toledo wurde er für den NFLPA Collegiate Bowl 2018 nominiert, wo er für das National Team spielte.

## Profikarriere
Im Februar 2018 wurde bekannt, dass Woodside zum NFL Combine eingeladen wurde. Beim Combine sprang Woodside aus dem Stand 31,5 inch (80 cm) hoch und 103 inch (2,62 m) weit. Im 40 Yard Dash lief er eine Zeit von 4,79 Sekunden, den 20-Yard Shuttle lief er in 4,15 Sekunden und den 3 Cone Drill in 6,94 Sekunden. Der 20-Yard Shuttle war der zweitbeste aller Quarterbacks, der 3 Cone Drill der drittbeste. Auch beim Standhochsprung belegte er Platz drei unter den Quarterbacks und beim 40 Yard Dash Platz fünf.
Im NFL Draft 2018 wurde Woodside in der siebten Runde als insgesamt 249. Spieler von den Cincinnati Bengals ausgewählt. Am 11. Mai 2018 unterschrieb er seinen ersten Vertrag, der eine Laufzeit von vier Jahren hatte. Im Rahmen der finalen Kaderverkleinerung auf 53 Spieler vor Beginn der Regular Season wurde Woodside entlassen.
Am 3. September 2018 verpflichteten die Tennessee Titans Woodside für ihren Practice Squad. Am 25. September 2018 wurde er entlassen.
Ende November 2018 wurde Woodside von den San Antonio Commanders aus der Alliance of American Football (AAF) mit dem ersten Pick in der dritten Runde des ersten AAF QB Draft ausgewählt. Nach dem achten Spieltag der ersten Saison wurde der Spielbetrieb auf Grund finanzieller Aspekte eingestellt. Am 8. April 2019 verpflichteten die Tennessee Titans Woodside. Im Rahmen der finalen Kaderverkleinerung vor Beginn der Regular Season wurde Woodside jedoch entlassen. Er wurde jedoch daraufhin in den Practice Squad aufgenommen. Am 12. September 2019 wurde er auf der Practice-Squad/Injured-List platziert. Nach dem Ausscheiden der Titans im AFC Championship Game unterzeichnete Woodside einen neuen Vertrag. Für die Saison 2020 konnte sich Woodside den Backup-Platz hinter Ryan Tannehill sichern. Am 11. Spieltag warf Woodside seinen ersten Pass, als er bei einem Fake Punt für ein neues First Down komplettierte. In der Saison 2020 kam er in insgesamt 6 Spielen, 2021 in fünf Spielen zum Einsatz. Im März 2022 einigten sich die Titans mit Woodside auf einen neuen Einjahresvertrag für die Saison 2022. Im Rahmen der finalen Kaderverkleinerung wurde Woodside vor Saisonbeginn entlassen, im Anschluss jedoch für den Practice Squad wiederverpflichtet.
Am 11. Dezember 2022 verpflichteten die Atlanta Falcons Woodside für den Hauptkader.
Im April 2024 verpflichteten die Bengals erneut Woodside. Im Rahmen der finalen Kaderverkleinerung wurde er vor Saisonbeginn entlassen und anschließend für den Practice Squad wiederverpflichtet. Vor dem 15. Spieltag wurde Woodside in den aktiven Kader befördert.

## Spielstil
Woodside gilt als präziser und intelligenter Passwerfer. Er schreckt in Situationen, in denen er selbst läuft (scramblet), auch nicht vor Körperkontakt zurück. Matt Campbell, ehemaliger Head Coach der Rockets (2012–2015), bescheinigte Woodside eine überdurchschnittliche Armkraft, solide Athletik und Führungsfähigkeit. Woodside wird zudem eine hohe Präzision, gute Spielübersicht, schnelle Entscheidungsfähigkeit und hohe Wurfgeschwindigkeit zugeschrieben. Seine Fähigkeiten, dem Druck der Verteidigung durch eigene Läufe auszuweichen, gilt jedoch als unterdurchschnittlich.

## Persönliches
Jason Woodside, Logans Vater, spielte von 1992 bis 1995 auf der Position des Safeties für die Eastern Kentucky University.
Am 9. Juni 2018 wurde Woodside wegen Geschwindigkeitsüberschreitung angehalten und nach positivem Alkoholtest festgenommen. Kurz darauf wurde er aus der Haft entlassen.